# Vælling
Vælling er næsten det samme som grød, bortset fra at det er tyndere og giver mindre næring.